# Vila Gorongosa
Vila Gorongosa ist mosambikanische Stadt in der Provinz Sofala. Vor der Unabhängigkeit Mosambiks 1975 hieß der Ort Vila Paiva de Andrade.

## Geographie
Vila Gorongosa liegt auf 380 m im gleichnamigen Distrikt Gorongosa. Östlich liegt der Nationalpark Gorongosa. 2008 wurde das Municipio Gorongosa eingerichtet.

## Bevölkerung
Nach einer Zählung im Jahr 1997 hatte Gorongosa 11.968 Einwohner.

## Politik
Erster Präsident des Conselho Municipal da Gorongosa ist nach der Wahl vom 29. Januar 2009 Moreze Cauzande von der FRELIMO.